# The Dove (film din 1927)
The Dove este un film mut dramatic romantic american din 1927, regizat de Roland West, bazat pe o piesă de pe Broadway din 1925 a lui Willard Mack și care îi are ca rol pe Norma Talmadge, Noah Beery și Gilbert Roland.

## Context
Povestea originală este despre despotul mexican Don José (Beery), care se îndrăgostește de fata dansatoare Dolores (Talmadge) care îl respinge. Din cauza potențialelor repercusiuni politice ale condamnării Mexicului, s-a decis mutarea complotului într-o țară mediteraneană anonimă. Filmul a fost primul lungmetraj al Normei Talmadge pentru United Artists.

## Subiect
Un despot se îndrăgostește de o dansatoare. După ce îl respinge, îi înscenează celuilalt prieten o crimă.

## Distribuție
- Norma Talmadge în rolul Dolores
- Noah Beery în rolul Don José María y Sandoval
- Gilbert Roland în rolul Johnny Powell
- Eddie Borden în rolul Billy
- Harry Myers în rolul Mike
- Walter Daniels în rolul Bețivului
- Kalla Pasha în rolul Comandantului
- Michael Vavitch în rolul Gómez
- Brinsley Shaw în rolul Patriotului
- Charles Darvas în rolul căpitanului comandantului
- Olga Baclanova în rolul Bit Part
- Robert Gleckler în rolul Bit Part
- Mark Hamilton în rolul prizonierului
- Andy MacLennan în rolul Bit Part
- Jack McDonald în rolul Bit Part
- Alice White în rolul Bit Part